# VERITAS (sonde spatiale)
Venus Emissivity, Radio Science, InSAR, Topography, and Spectroscopy
Pour les articles homonymes, voir Veritas.
VERITAS, acronyme de Venus Emissivity, Radio Science, InSAR, Topography, and Spectroscopy, en français « Émissivité, science radio, InSAR, topographie et spectroscopie de Vénus », est une mission spatiale développée dans le cadre du programme Discovery de la NASA, l'agence spatiale américaine. L'objectif de cet orbiteur est de cartographier la planète Vénus à l'aide d'un radar et de déterminer la composition de l'ensemble de sa surface. VERITAS sera la première mission de la NASA lancée vers Vénus depuis Magellan en 1989.
Le lancement de la mission, planifié initialement en 2027, a été repoussé en 2031 à la suite de difficultés rencontrées sur les autres missions à la charge du Jet Propulsion Laboratory, établissement de la NASA responsable du projet.

## Historique

### Sélection

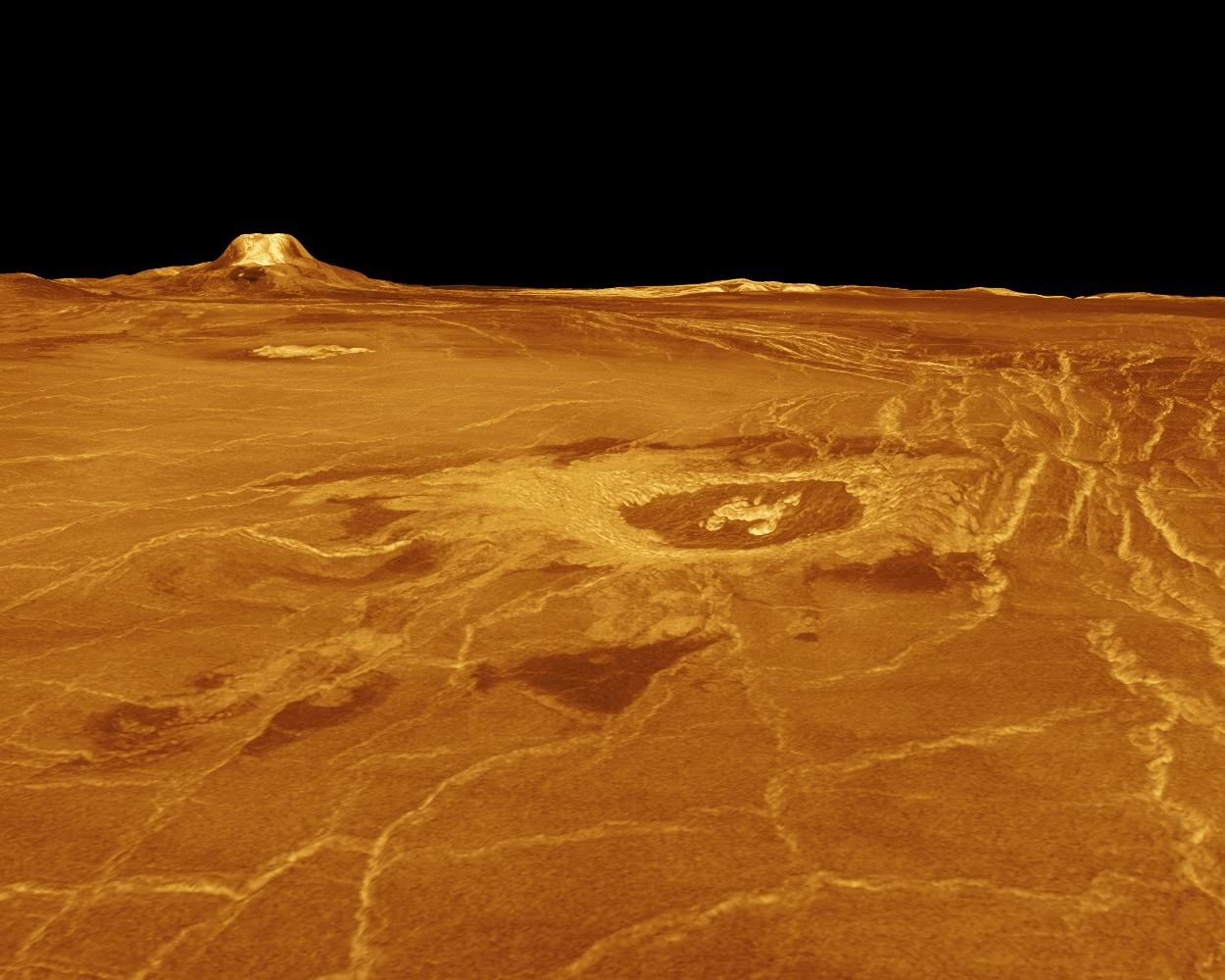
Exemple de vue de la surface de Vénus, à partir des données collectées par la sonde américaine Magellan.

Le projet VERITAS fait partie des 28 propositions évaluées pour la sélection des 13e et 14e missions  du programme Discovery de la NASA, qui débute en février 2014. Suzanne Smrekar est la responsable scientifique de la mission. Le Jet Propulsion Laboratory de la NASA assure la gestion du projet. Pour cette mission, plusieurs conditions financières ont été précisées par l'agence spatiale américaine,, :
- un tiers du coût de la mission peut être pris en charge par un partenaire international sans être inclus dans le plafond du budget fixé à 450 millions de dollars ;
- la NASA apportera un bonus de 30 millions de dollars aux propositions qui retiendront le système de communications optique laser testé par la sonde lunaire LADEE.

La sélection se fait en trois étapes : la première sélection est suivie d'un deuxième tour à l'issue duquel seulement deux finalistes sont retenus pour une étude plus approfondie. VERITAS est un des projets retenus au premier tour par la NASA le 30 septembre 2015, mis il échoue dans l'étape finale. La NASA sélectionne en janvier 2017 deux missions spatiales à destination des astéroïdes, Lucy, qui doit être lancée en 2021, et Psyché, lancée en 2023.
Après ce premier échec, le projet VERITAS fait partie de la vingtaine de  propositions évaluées pour la sélection des 15e et 16e missions du programme Discovery qui sont recueillies par l'agence spatiale américaine entre le 1er avril et le 1er juillet 2019. Les quatre propositions finalistes sont annoncées par l'agence le 13 février 2020. Une fois de plus, les deux missions à destination de la planète Vénus, DAVINCI et VERITAS, sont retenues au premier tour à côté de deux missions vers le système solaire externe : une mission à destination de la lune de Jupiter Io et une mission à destination de Triton, la lune de Neptune. Les équipes projet de chacune des quatre missions disposent de neuf mois pour détailler leur concept et reçoivent trois millions de dollars à cette fin. Le choix des deux missions qui seront retenues doit être effectué par la NASA en 2021. Le 2 juin 2021, la NASA officialise la sélection des deux missions à destination de Vénus : DAVINCI et VERITAS.

### Incertitudes sur la réalisation
Le Jet Propulsion Laboratory, qui est à la tête du projet, décide en novembre 2022 de repousser la date de lancement de la mission VERITAS de trois ans (soit pas avant 2031). Ce report est dû aux difficultés rencontrées par le développement de la mission Psyché (lui-même lié à l'épidémie de Covid-19) et à des problèmes plus généraux de surcharge de travail et de dépassements budgétaires des missions complexes dont la NASA a également la charge (Europa Clipper, Mars Sample Return),. En mars 2023, l'agence spatiale envisageait même d'annuler le projet pour des raisons budgétaires.

## Objectifs

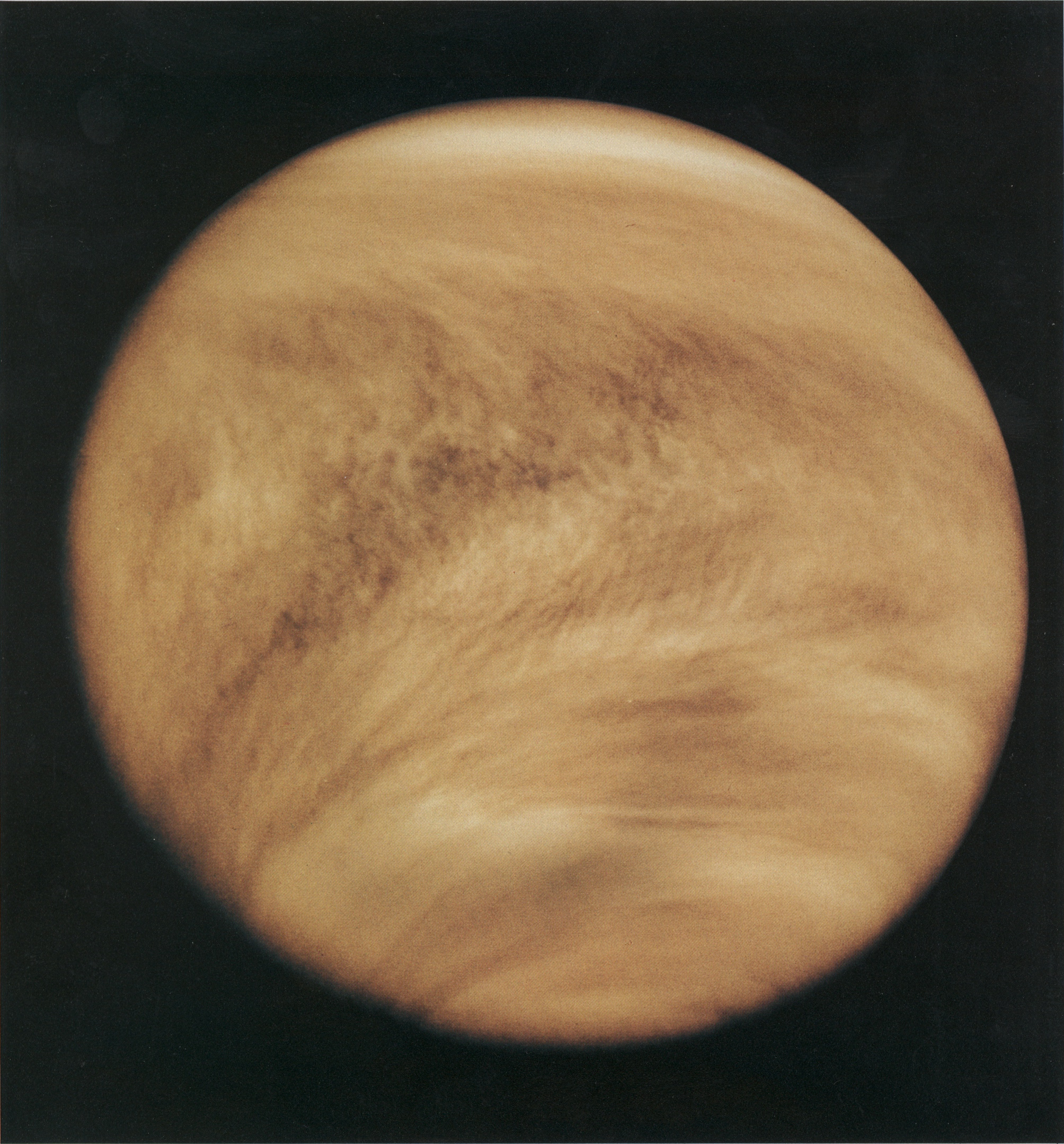
Vénus en ultraviolet. Son atmosphère brumeuse reste un grand sujet d'étude autant que la surface qu'elle recouvre.

Les objectifs de VERITAS sont les suivants :
- comprendre l'évolution géologique de Vénus ;
- déterminer les processus géologiques à l'œuvre actuellement ;
- trouver des indices de présence d'eau passée et actuelle ;
- mesurer les gaz nobles et leurs isotopes présents dans l'atmosphère vénusienne immédiatement en dessous de l'homopause (sous réserve que le nano-satellite prévu dans ce but soit financé).

## Caractéristiques de la sonde spatiale
La sonde spatiale VERITAS doit embarquer deux instruments. Le radar à synthèse d'ouverture VISAR (Venus Interferometric Synthetic Aperture Radar) doit dresser une carte globale de la surface de Vénus avec une résolution de 30 mètres abaissée à 15 mètres pour certaines régions. À titre de comparaison, les cartes dressées par le prédécesseur Magellan avaient une définition respectivement de 280 et 120 mètres. Cet instrument doit également réaliser une carte topographique des reliefs avec une résolution de 250 mètres, à comparer aux 15-27 km de Magellan.
Le deuxième instrument est VEM (Venus Emissivity Mapper), fourni par un institut de recherche allemand, qui doit déterminer la composition de la surface en étudiant les émissions thermiques. Les missions Venus Express (instrument VIRTIS) et Galileo ont permis de découvrir des fenêtres spectrales étroites qui permettent de collecter les émissions thermiques de la surface non bloquées par l'épaisse couche de nuages. En observant cinq petites bandes spectrales dans le proche infrarouge, VEM doit permettre de localiser les points chauds de la planète, indices d'une éventuelle éruption volcanique, mettre en évidence des différences de composition de la surface et détecter des changements dans la composition de gaz atmosphériques jouant un rôle clé. Du fait de la présence de nuages, la résolution ne pourra pas descendre en dessous de 50 km.
Si la NASA accepte de le financer, la sonde spatiale pourrait éjecter dans l'atmosphère de Vénus un nano-satellite de type CubeSat équipé d'un spectromètre de masse miniaturisé de type piège ionique quadripolaire. Celui-ci permettrait de déterminer la proportion des différents gaz nobles présents dans l'atmosphère ainsi que la part de chaque isotope. Ces données, qui permettent de retracer l'évolution de la planète, sont mal connues dans le cas de Vénus en particulier pour le krypton et le xénon. Les données collectées seraient transmises par radio au vaisseau mère.